# Oncocalyx sulfureus
Oncocalyx sulfureus är en tvåhjärtbladig växtart som först beskrevs av Adolf Engler, och fick sitt nu gällande namn av D. Wiens & R.M. Polhill. Oncocalyx sulfureus ingår i släktet Oncocalyx och familjen Loranthaceae. Inga underarter finns listade i Catalogue of Life.